# Gioacchino Bastogi
Gioacchino Bastogi (Livorno, 6 dicembre 1851 – Firenze, 21 dicembre 1919) è stato un imprenditore e politico italiano.
Figlio del senatore Pietro Bastogi, liberale di idee moderate, è il fondatore del museo di Montepulciano e uno dei più appassionati promotori della locale linea ferroviaria. 